# Суранга Ударі
Суранга Ударі — шрі-ланкийська графічна дизайнерка, журналістка, репортерка новин та екологічна активістка. Її вважають першою глухою журналісткою на Шрі-Ланці.

## Біографія
Вона народилася в сім'ї з п'ятьма дітьми, а двоє її братів і сестер, як повідомляється, народилися з вадами слуху. Вона здобула початкову та середню освіту до звичайного рівня освіти в Шрі Шаріпутра Маха Відьялая, Ахангама, округ Галле, Південна провінція. Вона живе в Ахангамі.

## Кар'єра
Спочатку Ударі продовжила свою кар'єру графічної дизайнерки і отримала диплом з комп'ютерного програмного забезпечення в Lake House. Вона пропрацювала графічною дизайнеркою у приватній фірмі близько восьми років, і її звільнили з роботи через вплив пандемії COVID-19. Після того, як її звільнили з роботи графічного дизайну, вона продовжила цікавитися сферою журналістики. Вона зіткнулася з обмеженнями та бар'єрами, щоб знайти підходящу роботу в сфері ЗМІ, оскільки всі відомі медіа-фірми Шрі-Ланки відмовилися надати їй можливість працевлаштування через її порушення слуху.
Вона також працює в Центральній федерації глухих Шрі-Ланки, а також є помічницею секретарки Асоціації глухих жінок Шрі-Ланки.
У вересні 2020 року Ударі була номінована як учасниця програми «Яскраві голоси» її колегами, які працюють у Центральній федерації глухих Шрі-Ланки (SLCFD). Вона пройшла підготовку у п’ятиденному навчальному таборі для проживання від Форуму журналістів з розвитку Шрі-Ланки (SDJF) за ініціативою програми «Яскраві голоси».
У програмі «Яскраві голоси» вона повідомила про свою першу програму як журналістка про екологічні проблеми та руйнування, спричинені неправильним утилізацією масок для обличчя в Хіккадуві, район Галле. Її новини про вплив утилізації масок для обличчя було опубліковано в січні 2021 року на MediaCorps Watch, щотижневій програмі новин, організованій Форумом журналістів розвитку Шрі-Ланки. 1 січня 2021 року, що збігається з Новим роком, вона була офіційно визнана першою жінкою-репортером глухих новин на Шрі-Ланці.
Вона стала популярною завдяки повідомленню про екологічні проблеми, викликані масками для обличчя, використовуючи мову жестів та методи мобільної журналістики. Згодом, після її першої новини, яка була опублікована на MediaCorps Watch, Ударі також отримала пропозицію про роботу від Sirasa TV.